# Орёл, Григорий Николаевич
Григорий Николаевич Орёл (1904—1974) — советский военачальник, генерал-полковник танковых войск (1962).

## Биография
Родился в Полтаве. В 1918 году окончил Полтавскую мужскую гимназию, в 1921 году — 1-й курс Полтавского вечернего индустриального техникума. Жил в Киеве, трудился чернорабочим.
В Красной Армии с сентября 1924 года. В мае 1927 года окончил Киевскую артиллерийскую школу, а в августе 1927 года — Специальные курсы зенитной артиллерии. С августа 1927 года служил в частях Украинского военного округа — командир взвода 121-го артиллерийского полка, с октября 1929 года — командир взвода учебной батареи этого полка, с апреля 1931 года — помощник командира артиллерийской батареи в 45-й стрелковой дивизии, с декабря 1931 года — командир отдельной зенитной батареи этой дивизии, с октября 1932 — временно исполняющий должность командира отдельного зенитного дивизиона, а с февраля 1933 года — помощник командира отдельного зенитного дивизиона этой дивизии. В декабре 1933 года убыл на учёбу в академию.
В 1937 году окончил Военную академию механизации и моторизации РККА имени И. В. Сталина. Приказом НКО № 4057 от 31.12.1937 года назначен командиром 22-го механизированного (затем 41-го танкового полка) 22-й кавалерийской дивизии Забайкальского военного округа (в Читинской области). С 9 декабря 1940 года — начальник автобронетанковых войск 16-й армии Забайкальского военного округа.

## Великая Отечественная война
В начале Великой Отечественной войны с 16-й армией прибыл на Украину, откуда она была спешно переброшена на Западный фронт. Там в начале июля 1941 года принял боевое крещение. Участник Смоленского сражения, битвы за Москву, фронтовом контрударе у Сухиничи — Козельск.
С октября 1942 года был заместителем командующего Донским фронтом по бронетанковым и механизированным войскам, с мая 1943 года — командующим бронетанковыми и механизированными войсками Центрального фронта, с октября 1943 — Белорусского фронта, с февраля 1944 года — 1-го Белорусского фронта. Командующим войсками этих фронтов (до конца 1944 года) был К. К. Рокоссовский, а затем Г. К. Жуков, которые высоко ценили организаторские способности генерала Орла. Во главе танковых войск советских фронтов участвовал в Сталинградской битве, в наступательной операции под Севском, в Курской битве, в битве за Днепр, в Белорусской, Висло-Одерской, Восточно-Померанской и Берлинской наступательных операциях, а также в нескольких фронтовых операциях.
Отличился в битве на Курской дуге, где командовал подвижной танковой группой в составе 16-го и 9-го танковых корпусов.

## Послевоенная служба
С августа 1945 года — заместитель командующего, с июля 1946 — командующий бронетанковыми и механизированными войсками Московского военного округа. С сентября 1946 года находился в распоряжении командующего бронетанковыми и механизированными войсками Советской Армии. С февраля 1947 года — командующий бронетанковыми и механизированными войсками Уральского военного округа, с апреля 1948 по декабрь 1951 года — Забайкальского военного округа.
Судья всесоюзной категории по авто-мотоспорту (1946).
В 1953 году окончил Высшие академические курсы при Высшей военной академии имени К. Е. Ворошилова. С марта 1953 года служил командующим бронетанковыми и механизированными войсками Закавказского военного округа (позднее наименование этой должности изменилось в связи с реорганизациями войск: с января 1954 года — помощник командующего Закавказского ВО по танковому вооружению). С марта 1955 года был помощником командующего — начальником управления боевой подготовки Закавказского военного округа (с марта 1957 — заместитель командующего по боевой подготовке — начальник управления боевой подготовки Закавказского ВО). С января 1961 года — генерал-инспектор общевойсковых соединений Сухопутных войск Главной инспекции Министерства обороны СССР. С декабря 1969 года находился в распоряжении начальника Главного управления кадров Министерства обороны СССР. С мая 1970 года в запасе.
Жил в Москве в доме на Фрунзенской набережной. Состоял в ВКП(б) с 1929 года. Похоронен на Новодевичьем кладбище.

## Воинские звания
- майор (22.12.1937)
- подполковник (8.10.1940)
- полковник (15.01.1942)
- генерал-майор танковых войск (17.11.1942)
- генерал-лейтенант танковых войск (5.11.1943)
- генерал-полковник танковых войск (27.04.1962)

## Награды
- 2 ордена Ленина (29.05.1945, 15.11.1950)[3]
- 4 ордена Боевого Красного Знамени (21.07.1942, 15.01.1944[4], 3.11.1944, 5.11.1954):
- Орден Суворова I (6.04.1945) и II (8.02.1943) степеней
- Орден Кутузова I степени (29.07.1944)
- Орден Отечественной войны I степени (27.08.1943)
- медали СССР

награды иностранных государств
- Орден «За воинскую доблесть» III класса (Польша)
- Орден «Крест Грюнвальда» (Польша)
- четыре иностранные медали

## Воплощение образа в искусстве
- В киноэпопее «Освобождение» роль Г. Н. Орла сыграл Виктор Борцов.
- В киноэпопее «Солдаты свободы» роль генерала Орла также сыграл актёр Виктор Борцов.